# Stephan von Soden
Stephan von Soden (* 31. Januar 1974 in Frankfurt am Main) ist ein deutscher Theaterschauspieler.

## Leben
Stephan von Soden machte zunächst eine Ausbildung zum Hotelfachmann und arbeitete als Barkeeper. Von 1998 bis 2001 besuchte er die Schauspielschule der Theaterwerkstatt Mainz. Nach seiner Ausbildung hatte er zunächst Gastengagements am Theater Nordhausen und am Staatstheater Mainz.
Ab 2003 gehörte er zum Ensemble der Uckermärkischen Bühnen Schwedt, wo er bis zum Ende der Spielzeit 2008/09 in fast dreißig Inszenierungen auftrat. Er spielte dort zahlreiche klassische Bühnenrollen wie Ferdinand, Tempelherr, Petruchio/Gremio, Horatio, Junker Bleichenwang, Master Abraham Slender, Siebel. Außerdem wurde er als Darsteller intensiv im Kinder- und Jugendtheater eingesetzt. In der Spielzeit 2006/07 übernahm er die Hauptrolle im Weihnachtsmärchen Rückkehr in die Smaragdenstadt. Im Mai 2009 spielte er den Mephisto in der Faust-Neuinszenierung von Gösta Knothe in der Klosterkirche Chorin. Im Juli 2009 hatte er seinen letzten Auftritt als Ensemblemitglied auf der Schwedter Theaterbühne mit der Titelrolle in dem Stück The Story of Bonnie and Clyde. 2009 erhielt er vom Förderverein der Uckermärkischen Bühnen den Titel „Schauspieler des Jahres“ verliehen. In der Boulevardkomödie Tom, Dick und Harry von Ray und Michael Cooney trat er im September 2009 dann noch einmal an den Uckermärkischen Bühnen Schwedt auf.
Ab der Spielzeit 2009/10 war von Soden bis Sommer 2013 festes Ensemblemitglied am E.T.A.-Hoffmann-Theater in Bamberg. Er spielte dort u. a. in dem Musical Victor/Victoria, den Major Tellheim in Minna von Barnhelm (Premiere: Spielzeit 2009/10, mit einem Gastspiel u. a. bei den Bayerischen Theatertagen), den Schüler Lohmann in Professor Unrat (Spielzeit 2010/11), die Hauptrolle des eifersüchtigen Archidiakons Claude Frollo (an der Seite von Karoline Bär als Esmeralda) in der Der Glöckner von Notre-Dame (2011), den Tschechow'schen Iwanow (Spielzeit 2012/13) und trat im Juli 2013 als Ritter Wilhelm von Wedel in Von Zeit zu Zeit bei den „Calderon-Festspielen“ in der Alten Hofhaltung auf.
Außerdem gehörte er zur Besetzung des Tom-Waits-Musicals Woyzeck (nach Georg Büchner) und wirkte im Musical Der Mann von La Mancha mit. In der Spielzeit 2015/16 verkörperte er am Theater Bamburg die männliche Hauptrolle des Filmkritikers Allan Felix in einer Bühnenfassung des Woody-Allen-Klassikers Mach’s noch einmal, Sam.
In der MDR-Fernsehserie In aller Freundschaft übernahm 2014 eine Episodenrolle als ermittelnder Polizeikommissar Klaus Nickel.
Seit 2014 betreibt von Soden gemeinsam mit einem Geschäftspartner ein Szene-Café mit Gartenbetrieb im Westen Leipzigs im Stadtteil Lindenau.

## Filmografie (Auswahl)
- 2014: In aller Freundschaft: Auf Gedeih und Verderb (Fernsehserie, eine Folge)

## Hörspiele
- 1999: Friedrich Glauser: Der Tee der drei alten Damen (1. Teil) – Regie: Irene Schuck